# Contea di Mansfield
La contea di Mansfield è una local government area che si trova nello Stato di Victoria. Si estende su una superficie di 3.892 chilometri quadrati e ha una popolazione di 7.893 abitanti. La sede del consiglio si trova a Mansfield.